# Herb Saby

Herb Saby

Herb terytorium Saba ( Bijzondere gemeente Saba) – przedstawia na tarczy w polu srebrnym szarą górę przesłoniętą białą (srebrną) chmurą. Góra flankowana jest przez złoto-błękitną rybę (z prawej) i żaglowcem o czerwonych burtach (lewej).
Pod górą złoty ziemniak. Nad tarczą głowa szaro-białego ptaka i liście wodorostów.
Pod tarczą złota wstęga z nazwą wyspy i dewiza (łac.) Remis Velisque dosłownie oznacza "z wioseł i żagli".
Herb z konkursu, przyjęty został na wyspie w 1985 roku.
Słowa dewizy (pol.) "wiosła , żagle " mają symbolizować pierwotnych mieszkańców którzy przybyli na wyspę łodziami wiosłowymi, a żagle - statki europejskich odkrywców wyspy.
Góra to Mount Scenery (870 m n.p.m.) – szczyt wygasłego wulkanu tworzący wyspę.
Ptak to burzyk równikowy (łac. puffinus iherminieri) uznany za symbol wyspy.
Wodorosty to tzw. kapusta sabańska (saban cabbage). Ziemniak to słynna miejscowa jego odmiana -zwana białym ziemniakiem.
Ryba (nefrytek królewski) symbolizuje bogactwo natury.